# Fritz Kümmerle

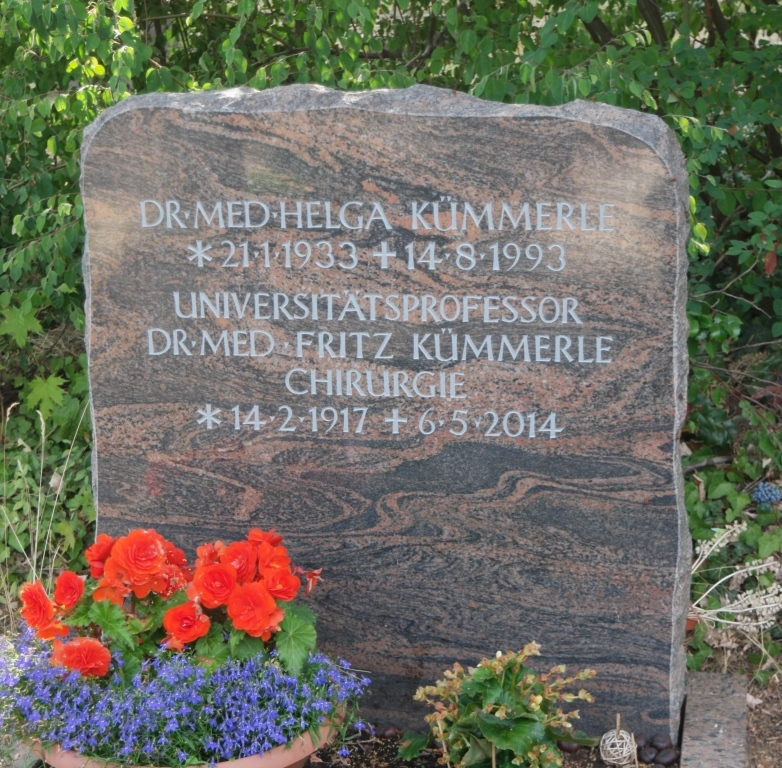
Grab von Fritz Kümmerle auf dem Hauptfriedhof Mainz

Fritz Kümmerle (* 14. Februar 1917 in Göppingen; † 6. Mai 2014 in Bretzenheim) war ein deutscher Chirurg und Hochschullehrer.

## Leben
Fritz Kümmerle war das siebente und jüngste Kind des Metzgermeisters Friedrich Kümmerle und seiner Frau Martha. Fritz machte 1936 Abitur und wurde anschließend zunächst zum Reichsarbeitsdienst und dann zum Wehrdienst einberufen. 1938 begann er an der Universität Tübingen das Studium der Medizin und wurde Mitglied der Kameradschaft Ludwig Uhland (später: Burschenschaft Germania Tübingen).  Weitere Studienorte waren Königsberg, Wien und München; das Studium wurde durch Fronteinsätze in der Sowjetunion unterbrochen. 1942 legte Kümmerle das medizinische Staatsexamen in Tübingen ab, wo er auch mit der Arbeit Die Wirkung des Histamins auf die Blutzusammensetzung bei Felix Haffner (1886–1953) promoviert wurde. Es folgten weitere Kriegseinsätze als Regimentsarzt, unter anderem in Italien.
Nach der Rückkehr aus der Kriegsgefangenschaft 1945 wurde Kümmerle Assistenzarzt in der Chirurgie des Kreiskrankenhauses Göppingen, wo 1948 Hermann Krauß (1899–1971) Chefarzt wurde, der zuvor bei Ferdinand Sauerbruch Oberarzt war. Als Krauß 1952 den Lehrstuhl für Chirurgie an der Albert-Ludwigs-Universität in Freiburg i.Br. erhielt, nahm er Kümmerle mit. Fritz Kümmerle erhielt 1954 die Venia legendi für das Fach Chirurgie. Der Titel der Habilitationsschrift lautete „Die Chirurgie des plastischen Ersatzes der thorakalen Speiseröhre“. 1959 wurde er außerplanmäßiger Professor und hielt im selben Jahr die Festrede zum 60. Geburtstag von Krauß. Kümmerle war Erster Oberarzt und war insbesondere auf dem Gebiet der Bauchspeicheldrüsenchirurgie tätig. Er erhielt 1963 den Lehrstuhl für Chirurgie an der Johannes Gutenberg-Universität Mainz, den er bis zu seiner Emeritierung 1985 innehielt.

## Wirken
Kümmerles Hauptarbeitsgebiet war die allgemeine Chirurgie, er setzte seine Schwerpunkte in der Viszeralchirurgie und der endokrinen Chirurgie, insbesondere der Chirurgie der Bauchspeicheldrüse, der Gallenwege und des Dünndarms. Kümmerle gilt als einer der Vorreiter der Herzchirurgie: er gehörte zu den ersten, die die Herz-Lungen-Maschine einsetzten. Auch förderte er die chirurgische Intensivmedizin, am Mainzer Universitätsklinikum entstand eine der ersten chirurgischen Intensivstationen in Deutschland.
Während seiner Zeit als Ordinarius in Mainz wurden die ehemals chirurgischen Fächer der Unfallchirurgie, Urologie, Kinderchirurgie und Herzchirurgie in eigene Abteilungen ausgegliedert. Aus seiner Schule gingen 40 spätere Chefärzte und Lehrstuhlinhaber hervor.
Kümmerle war Mitglied der Gutachter- und Schlichtungsstelle für ärztliche Behandlungsfehler und der Ethikkommission jeweils bei der Ärztekammer Rheinland-Pfalz. Er interessierte sich besonders für die Ethik in der chirurgischen Entscheidungsfindung und die Ethik der Intensivmedizin. Kümmerle war mehrere Jahre lang Mitherausgeber und Schriftleiter der Deutschen Medizinischen Wochenschrift. 1973 wurde er zum Präsidenten der Deutschen Gesellschaft für Chirurgie gewählt.

## Ehrungen
- Ernst-von-Bergmann-Plakette der Bundesärztekammer für seine Verdienste um die ärztliche Fortbildung
- Ehrenmitglied und Senator auf Lebenszeit der Deutschen Gesellschaft für Chirurgie und damit Präsidiumsmitglied
- Ehrenmitglied der Österreichischen Gesellschaft für Chirurgie
- Ehrenmitglied der Deutschen Gesellschaft für Verdauungs- und Stoffwechselkrankheiten
- Mitglied der Deutschen Akademie der Naturforscher Leopoldina (seit 1982)
- Mitglied der Académie de chirurgie in Paris.
- Paracelsus-Medaille der deutschen Ärzteschaft (2009)

## Veröffentlichungen (Auswahl)
- Die chirurgischen Erkrankungen des Dünndarms. Stuttgart 1963.
- als Hrsg. mit Karl Kremer, H. Kunz, Rudolf Nissen, Hans-Wilhelm Schreiber: Intra- und postoperative Zwischenfälle. Ihre Verhütung und Behandlung. Band 3: Extremitäten, Urologie und plastische Chirurgie. 2., neubearbeitete und erweiterte Auflage. Georg Thieme Verlag, Stuttgart / New York 1983, ISBN 3-13-311802-1.